# Pomorski Oddział Straży Granicznej
Pomorski Oddział Straży Granicznej – zlikwidowany oddział Straży Granicznej z siedzibą w Szczecinie pełniący służbę na granicy państwowej z Republiką Federalną Niemiec i granicy morskiej.

## Formowanie i zmiany organizacyjne
7 maja 1991 Komendant Główny Straży Granicznej płk prof. dr hab. Marek Lisiecki wydał zarządzenie nr 021 na mocy którego 16 maja 1991 rozwiązano Pomorską Brygadę Wojsk Ochrony Pogranicza w Szczecinie. Jednocześnie na mocy tego zarządzenia został utworzony Pomorski Oddział Straży Granicznej w Szczecinie według etatu nr 44/011 o stanie osobowym 1545 funkcjonariuszy i 126 pracowników urzędów państwowych.
1 marca 1991 dowódca Pomorskiej Brygady WOP płk dypl. Henryk Grzybowski przekazał obowiązki dowódcy brygady płk. mgr. Stanisławowi Głąbowi. Ten ostatni 6 marca 1991 objął również stanowisko komendanta oddziału Straży Granicznej. Połączenie funkcji dowódcy PB WOP i komendanta POSG ułatwiło rozformowanie brygady WOP i sformowanie oddziału SG. 3 czerwca 1991 byli żołnierze zawodowi, którzy zostali przyjęci do służby w POSG złożyli ślubowanie.
Decyzją nr 2 Komendanta Głównego Straży Granicznej z dnia 11 marca 1992 nadano Pomorskiemu Oddziałowi Straży Granicznej w Szczecinie sztandar.
Na podstawie zarządzenia nr 017 Komendanta Głównego Straży Granicznej z 12 marca 1992 przeformowano Pomorski Oddział SG wg etatu nr 44/039. 2 czerwca 1992 strażnice nadmorskie w Rewalu, Dziwnowie i Międzyzdrojach, GPK Dziwnów oraz posterunki obserwacji wzrokowo-technicznej nad Zalewem Szczecińskim i nad Zatoką Pomorską przeszły w podporządkowanie komendanta Morskiego Oddziału Straży Granicznej w Gdańsku.
Etat oddziału wynosił 1231 oficerów, chorążych i podoficerów zawodowych, 292 funkcjonariuszy odbywających służbę kandydacką w zamian za zasadniczą służbę wojskową i 242 pracowników cywilnych.
23 grudnia 1999 Strażnica SG w Namyślinie będąca w strukturach Lubuskiego Oddziału SG weszła w podporządkowanie Pomorskiego Oddziału Straży Granicznej.
24 sierpnia 2005 w miejsce dotychczas funkcjonujących strażnic oraz granicznych placówek kontrolnych utworzono placówki Straży Granicznej. Funkcjonariusze i pracownicy pełniący służbę i zatrudnieni w strażnicach oraz granicznych placówkach kontrolnych Straży Granicznej stali się odpowiednio funkcjonariuszami i pracownikami placówek Straży Granicznej.
30 września 2006 roku została powołana Placówka Straży Granicznej w Szczecinie-Goleniowie, poprzez wydzielenie sił i środków z placówki SG w Szczecinie-Porcie, której podporządkowano lotnicze przejście graniczne Szczecin-Goleniów .
1 października 2009 została utworzona Placówka Straży Granicznej w Szczecinie, na bazie rozformowanych 30 września 2009 placówek SG: w Lubieszynie, Gryfinie i Osinowie Dolnym, zmieniając rejon działania PSG w Szczecinie-Goleniowie i Szczecinie-Porcie .
Pomorski Oddział Straży Granicznej rozwiązany został z dniem 31 grudnia 2009u. 1 stycznia 2010 obszar jego działania przejął Nadodrzański Oddział Straży Granicznej.

## Zasięg terytorialny
Terytorialny zasięg działania komendy oddziału Straży Granicznej w Szczecinie, określony w połowie lutego 1991, obejmował odcinek od znaku granicznego nr 584 do ujścia Kanału Resko Przymorskie do Morza Bałtyckiego, graniczący od południa z terenem służbowej odpowiedzialności Lubuskiego Oddziału SG w Krośnie Odrzańskim, na północy zaś z Bałtyckim Oddziałem SG w Koszalinie .
1 czerwca 2009 zasięg terytorialny oddziału obejmował wchodzące w skład województwa zachodniopomorskiego powiaty: choszczeński, drawski, goleniowski, gryfiński, łobeski, myśliborski, policki, pyrzycki, stargardzki, szczecinecki, świdwiński, wałecki, miasto na prawach powiatu Szczecin oraz obszar morskich wód wewnętrznych na rzece Odrze na północ od granicy morskiego portu handlowego Szczecin do linii prostej łączącej brzegi Zalewu Szczecińskiego, przechodzącej przez boję „TN-C” północnego toru podejściowego do portu Trzebież i stawę „N” na wyspie Chełminek.

## Struktura organizacyjna
Struktura organizacyjna Pomorskiego Oddziału Straży Granicznej 16 maja 1991 roku przedstawiała się następująco :
- Komendant Oddziału – płk SG Stanisław Głąb
- Zastępca Komendanta Oddziału – ppłk SG Roman Drabark
- Wydział Ochrony Granicy Państwowej – mjr SG Stanisław Gajewski
- Wydział Kontroli Ruchu Granicznego – mjr SG Andrzej Wyganowski
- Wydział Techniki i Zaopatrzenia – mjr SG Andrzej Gracz
- Wydział Łączności i Informatyki – por. SG Janusz Syska[13]
- Wydział Dochodzeniowo-Śledczy – ppłk SG Andrzej Zgierski
- Wydział Kadr i Szkolenia – ppłk SG Janusz Kowalczyk[14]
- Wydział Prezydialny – mjr SG Piotr Auruszkiewicz
- Wydział Finansów – por. SG Marek Swęd.

W 1991 Pomorskiemu Oddziałowi Straży Granicznej podlegały:
- Strażnica SG Czelin
- Strażnica SG Cedynia
- Strażnica SG Chojna
- Strażnica SG Gryfino
- Strażnica SG Kamieniec
- Strażnica SG Barnisław
- Strażnica SG Kościno
- Strażnica SG Nowe Warpno
- Strażnica SG Świnoujście
- Graniczna Placówka Kontrolna Krajnik Dolny
- Graniczna Placówka Kontrolna Kołbaskowo
- Graniczna Placówka Kontrolna Szczecin(sic!)
- Graniczna Placówka Kontrolna Szczecin-Port
- Graniczna Placówka Kontrolna Świnoujście
- Graniczna Placówka Kontrolna Trzebież

---
- Strażnica SG w Stolcu[10]
- Strażnica SG w Rewalu[10]
- Strażnica SG w Dziwnowie[10]
- Strażnica SG w Międzyzdrojach[10]
- Graniczna Placówka Kontrolna SG w Lubieszynie[10]
- Graniczna Placówka Kontrolna SG w Dziwnowie[10] .

## Ochrona granicy
30 października 1999 Pomorski Oddział Straży Granicznej ochraniał 154 km granicy państwa.
W tym celu wykorzystywał:
- Strażnice SG w: Świnoujściu, Karsznie, Stolcu, Kościnie, Barnisławiu, Kamieńcu, Gryfinie, Chojnie, Cedyni, Czelinie

Obsługiwał przejścia graniczne:
- drogowe – w Świnoujściu, Lubieszynie, Kołbaskowie, Rosówku, Krajniku Dolnym, Osinowie Dolnym
- morskie – w Świnoujściu, Nowym Warpnie, Trzebieży, Szczecinie-Porcie
- rzeczne – w Gryfinie, Widuchowej, Osinowie Dolnym, Gozdowicach
- kolejowe – w Szczecinie-Gumieńcach
- lotnicze – w Goleniowie
- małego ruchu granicznego – w Bobolinie, Buku i Gryfinie.

## Komendanci oddziału
- płk SG Stanisław Głąb (15 II 1991–31 VII 1993)
- ppłk SG Roman Drabarek p.o. (1–9 VIII 1993)
- mjr SG Marek Bieńkowski (10 VIII 1993–31 V 1996)
- płk SG Andrzej Wyganowski (1 VI 1996–28 XII 2000)
- ppłk SG Maciej Jędrzejowski (29 XII 2000–21 XII 2005)
- płk SG Mikołaj Gruszczyński (22 XII 2005–31 XII 2009).